# Flugplatz Wyk auf Föhr

i7
i11
i13
Der Flugplatz Wyk auf Föhr (IATA-Code: OHR, ICAO-Code: EDXY) wurde 1926 gegründet und ist damit einer der ältesten Plätze Schleswig-Holsteins. Schon Anfang der 1930er-Jahre unternahm die heutige Lufthansa Linienflüge von Berlin, Kiel und Hamburg nach Wyk auf Föhr. Der Verkehrslandeplatz verfügt über zwei gekreuzte Lande- und Startbahnen (Bahn 02/20: Grasbelag, 660 Meter; Bahn 09/27: Grasbelag, 605 Meter Länge).
Der Platz wird auch für Rettungsflüge von und zum Krankenhaus Wyk genutzt und ist für die Versorgung bei Großschadenslagen vorgesehen.
Die am Flughafen ansässige Gesellschaft Westküstenflug bietet Rund- und Taxiflüge mit Cessna-Flugzeugen an. Am Platz gibt es ferner ein kleines Restaurant.

## Öffnungszeiten
In der Saison (April bis Oktober) ist der Flugplatz täglich von 7 bis 17 Uhr UTC geöffnet. Anflüge außerhalb dieser Zeiten bedürfen einer vorherigen Erlaubnisanfrage (PPR). Im März und Oktober (Zwischensaison) ist der Flugplatz von mittwochs bis sonntags in der Zeit von 8 bis 17 Uhr UTC geöffnet. In der Nebensaison (November bis Februar) ist der Platz nur PPR (prior permission required, mit Voranfrage) anfliegbar.